# Thembi Kgatlana
Chrestinah Thembi Kgatlana mit Spitznamen auch Pikinini genannt (* 2. Mai 1996 in Mohlakeng) ist eine südafrikanische Fußballspielerin. Sie wurde im Jahr 2019 als Afrikas Fußballerin des Jahres ausgezeichnet.

## Karriere

### Klub
Nach ihrer Zeit in der University of Western Cape zog sie in die USA und wurde hier zur Spielzeit 2018 ein Teil der NWSL-Mannschaft von Houston Dash. Nach einer Saison mit zwei Toren verließ sie diese dann wieder, um in China nun für Beijing BG aufzulaufen.
Nach einer weiteren Spielzeit hier, in welcher sie sechs Treffer in zehn Partien erzielte, ging es für sie erstmals nach Europa, genauer nach Portugal, wo sie im Januar 2020 bei Benfica Lissabon unterschrieb. Durch die COVID-19-Pandemie wurde die Saison aber früh abgebrochen, womit sie in der Liga lediglich auf zwei Einsätze kam. Trotzdem half sie mit ihren Einsätzen dabei, dass sich ihre Mannschaft erstmals in der Geschichte für die Champions League qualifizierte. Aufgrund unter anderem der Einführung einer landesweiten Gehaltsobergrenze verließ sie Benfica dann aber schon wieder schnell und schloss sich im Sommer des Jahres 2020 in Spanien SD Eibar an. Durch ihre guten Leistungen wurde schließlich Atlético Madrid auf sie aufmerksam und nahm sie zur Saison 2021/22 unter Vertrag. Größtenteils war sie in dieser Saison hier aber nur als Einwechselspielerin aktiv. Im Sommer 2022 kehrte sie so in die USA zurück, diesmal kam sie beim noch recht neuen Franchise Racing Louisville FC unter Vertrag.

### Nationalmannschaft
Ihr Debüt für die südafrikanische Nationalmannschaft gab sie im Jahr 2014 und qualifizierte sich mit ihrer Mannschaft auch für das Fußball-Turnier der Olympischen Spiele 2016. Mit ihrem Team gelang ihr aber jedoch erst im letzten Gruppenspiel gegen Brasilien mit einem 0:0 ein Punktgewinn, sodass man am Ende bereits zu diesem Zeitpunkt ausschied. Besser lief es für sie mit ihrer Mannschaft bei der COSAFA Women’s Championship 2017, wo sie mit ihrem Team den Titel gewann und auch noch als beste Spielerin des Turniers gewählt wurde. Auch beim Afrika-Cup 2018 war sie dann Teil der Mannschaft, mit der sie das Finalspiel erreichte, an dessen Ende man jedoch im Elfmeterschießen mit 3:4 gegen Nigeria verlor. Am Ende des Turniers stand sie aber durch ihre fünf Treffer als Torschützenkönigin fest.
Durch die Platzierung im Afrika-Cup qualifizierte sich die Mannschaft auch für die Weltmeisterschaft 2019, wo sie in allen Gruppenspielen ihrer Mannschaft eingesetzt wurde, man am Ende jedoch ohne Punktgewinn nach der Gruppenphase ausschied. Dass einzige Turniertor ihre Mannschaft erzielte sie dabei beim 1:3 gegen Spanien. Ihr nächstes bekanntes Turnier mit der Mannschaft war dann erst wieder der Afrika-Cup 2023, wo sie es erneut ins Endspiel schaffte, dort jedoch nicht eingesetzt wurde. Ihr einziger Treffer bei diesem Turnier war in der Gruppenpartie gegen Burundi. Am Ende gewann ihr Team im Finale gegen Marokko aber das Turnier und wurde somit erstmals in der Geschichte der Mannschaft zum Afrikameister. So gelang dann auch die Qualifikation für die Weltmeisterschaft 2023.

## Privates
Seit Dezember 2023 ist sie mit ihrer Freundin Abongile verlobt.